# Ölhandel- & Transportgesellschaft
Die Geschichte der Reederei Ölhandel- & Transportgesellschaft ist kurz, sie beginnt 1938 und endet 1960.
1938 wurde der Motortanker Germania (9.850 BRT, 14.800 tdw, 4.100 PS) für die Ölfabrik Groß-Gerau in Bremen von der Deutschen Werft abgeliefert. Dieser Tanker war zum Transport von Waltran geeignet und wurde von der Unitas Deutsche Walfanggesellschaft mbH bereedert. Die Ölfabrik Groß-Gerau wurde 1949 in Ölhandel- & Transportgesellschaft umfirmiert.
1953 erhielt die Reederei die Neubauten Tema Palm (Tanker, 6.255 BRT, 9.400 tdw, 2.750 PS) und Sapele Palm (Frachter mit 235.000 cbft Ladeöltanks, 3.980 BRT, 8.500 tdw, 2.850 PS) von der AG Weser, Werk Seebeck in Bremerhaven. Sie wurden mit Hilfe von Wiederaufbaumitteln finanziert. Es waren Dampfschiffe, sie wurden von Dreifachexpansionmaschinen angetrieben.
Diese Schiffe, in der Schornsteinmarke war eine Palme abgebildet, wurden 1960 an die Palm Line, London übertragen, damit endete auch die Geschichte dieser Reederei, die eine enge Verbindung zum Unilever-Konzern hatte.